# Joana III de Borgonya

Escut dels Comtes de Borgonya a partir de 1280

Joana III de Borgonya (1308 - 1347), comtessa de Borgonya i Artois (1330-1347) i duquessa consort de Borgonya (1318-1347).

## Orígens familiars
Nasqué el 2 de maig de 1308 sent la filla primogènita del rei Felip V de França i la comtessa Joana II de Borgonya. Era neta per línia paterna del rei Felip IV de França i la reina Joana I de Navarra, i per línia materna del comte Otó IV de Borgonya i Matilda d'Artois.

## Núpcies i descendents
Es casà el 18 de juny de 1318 a Nogent-sur-Seine amb el duc Eudes IV de Borgonya. D'aquesta unió nasqueren:
- un fill mort (1322)
- l'infant Felip de Borgonya (1323-1346), pare del duc Felip I de Borgonya
- l'infant Joan de Borgonya (1325-1328)
- un fill mort (1327)
- un fill mort (1330)
- un fill mort (1335)

## Comtat de Borgonya
El 1330 a la mort de la seva mare Joana II de Borgonya heretà el comtat de Borgonya, alhora que ho era nomenat el seu espòs, unint-se així els dos títols de la regió de Borgonya.
Joana III de Borgonya morí el 13 d'agost de 1347, sent enterrada a l'abadia de Fontenay.